# Patrick Snijers
Patrick Snijers (28 ottobre 1958) è un pilota di rally belga, vincitore del campionato europeo rally nel 1994 su Ford Escort RS Cosworth.

## Palmarès
- Campionato europeo rally: 1
1994 su Ford Escort

## Risultati nel WRC
| 1979 | Scuderia | Vettura                  |  |  |  |  |  |  |  |  |  |  |    |  |  |  |  |  | Punti | Pos. |
| ---- | -------- | ------------------------ |  |  |  |  |  |  |  |  |  |  | -- |  |  |  |  |  | ----- | ---- |
| 1979 |          | Ford Escort RS 2000 MKII |  |  |  |  |  |  |  |  |  |  | 36 |  |  |  |  |  | 0     |      |

| 1989 | Scuderia           | Vettura                    |   |  |  |  |     |     |  |  |  |  |   |  |  |  |  |  | Punti | Pos. |
| ---- | ------------------ | -------------------------- | - |  |  |  | --- | --- |  |  |  |  | - |  |  |  |  |  | ----- | ---- |
| 1989 | Bastos Toyota Team | Toyota Celica GT-4 (ST165) | 6 |  |  |  | Rit | Rit |  |  |  |  | 6 |  |  |  |  |  | 12    | 28º  |

| 1993 | Scuderia           | Vettura                 |  |  |  |  |  |  |  |  |  |  |   |  |  |  |  |  | Punti | Pos. |
| ---- | ------------------ | ----------------------- |  |  |  |  |  |  |  |  |  |  | - |  |  |  |  |  | ----- | ---- |
| 1993 | Bastos Ford Credit | Ford Escort RS Cosworth |  |  |  |  |  |  |  |  |  |  | 2 |  |  |  |  |  | 15    | 18º  |

| 1998 | Scuderia               | Vettura         |  |  |  |  |     |  |  |  |  |  |     |  |  |  |  |  | Punti | Pos. |
| ---- | ---------------------- | --------------- |  |  |  |  | --- |  |  |  |  |  | --- |  |  |  |  |  | ----- | ---- |
| 1998 | Bastos Ford Rally Team | Ford Escort WRC |  |  |  |  | Rit |  |  |  |  |  | Rit |  |  |  |  |  | 0     |      |

| 2022 | Scuderia | Vettura            |  |  |  |  |  |  |  |  |    |  |  |  |  |  |  |  | Punti | Pos. |
| ---- | -------- | ------------------ |  |  |  |  |  |  |  |  | -- |  |  |  |  |  |  |  | ----- | ---- |
| 2022 |          | Ford Fiesta Rally3 |  |  |  |  |  |  |  |  | 27 |  |  |  |  |  |  |  | 0     |      |

| Legenda | 1º posto | 2º posto | 3º posto | A punti | Senza punti | Ritirato | Squalificato | NP=Non partito C=Gara cancellata | Apice=Power stage |